# Microrregión de Rio Branco
La Microrregión de Rio Branco es una de las microrregiones del estado brasileño del Acre, perteneciente a la mesorregión Valle del Acre. Es la microrregión más populosa del estado, formada por 7 municipios.

## Municipios
- Acrelândia
- Bujari
- Capixaba
- Plácido de Castro
- Puerto Acre
- Rio Branco
- Senador Guiomard

- Datos: Q1844169